# Donatien Francis Randriamalala
Donatien Francis Randriamalala MS (ur. 6 stycznia 1971 w Antsirabé) – madagaskarski duchowny katolicki, biskup diecezjalny Ambanja od 2023.

## Życiorys

### Prezbiterat
Święcenia kapłańskie otrzymał 19 sierpnia 2003 w zakonie saletynów. Po święceniach pracował jako kierownik zakonnej misji w Avaradrano. W 2010 został proboszczem zakonnej parafii w Morondava i wikariuszem generalnym miejscowej diecezji, a w 2013 objął także kierownictwo w rozgłośni tej diecezji.

### Episkopat
11 listopada 2022 papież Franciszek mianował go biskupem diecezjalnym Ambanja. Sakry udzielił mu 15 stycznia 2023 biskup Marie Fabien Raharilamboniaina.